# Roligan
En roligan er en fodboldfan af det danske landshold, som ønsker at fodbold skal handle om spillet og hyggen. "Roliganismen" eller roliganbevægelsen har sit udspring i det danske landsholds succes i 1980'erne.
Roligan spiller på modsætning til hooligan, da man netop ønsker en fredelig og ikke voldelig tilgang til fodboldkulturen. Betegnelsen blev opfundet af redaktionen på BT efter Danmarks VM-kvalifikationskamp mod Sovjetunionen i 1985, som endte med en 4-2-sejr. Det blev efterfølgende optaget i den danske ordbog.
Roliganbevægelsen blev stiftet af Eigil Johansen fra Nyborg i 1986.[kilde mangler] Oprindeligt var det en flok mennesker der mødtes på et værtshus i nærheden af parken og fik udleveret deres billetter. Efter Eigils bortgang blev foreningen stillet i bero. I 1991 samledes nogle mennesker i Nyborg for at genoplive roliganbevægelsen, og efter en stiftende generalforsamling blev De Danske Roligans til en forening.[kilde mangler]
I Parken hvor det danske landshold spiller sine hjemmekampe til EM og VM er der en uskrevet regel, der byder de danske tilskuere at forholde sig i ro under modstanderholdets nationalsang. Dette skal tolkes som respekt for modstanderen.